# Claire Bretécher
Claire Bretécher  17 de abril de 1940 - 10 de fevereiro de 2020) era uma cartunista francesa, conhecida principalmente por suas representações de mulheres e histórias abordando questões de gênero. Suas criações incluíam Les Frustrés e a adolescente Agrippine.

## Biografia
Bretécher nasceu em Nantes e teve sua primeira chance como ilustradora quando foi convidada a fazer a arte para Le Facteur Rhésus René Goscinny para L'Os à Moelle em 1963. Ela passou a trabalhar em várias revistas populares e, em 1969, inventou a personagem "Cellulite". Em 1972, juntou-se a Gotlib e Mandryka na fundação da revista franco-belga de quadrinhos L'Écho des savanes.
Ao longo das décadas de 1970 e 1980, ela publicou coleções de sucesso, como The Destiny of Monique (1982). Em 2001, a série Agrippine de Bretécher foi adaptada para uma série de 26 episódios da TV Canal +.
Claire Bretécher era a viúva do constitucionalista francês Guy Carcassonne, com quem teve um filho.

## Prêmios
- 1975: Melhor autor francês no Festival Internacional de Quadrinhos de Angoulême, França
- 1987: Prêmio Adamson de Melhor Cartunista Internacional de Quadrinhos, Suécia
- 1999: Prêmio Humor no Festival Internacional de Quadrinhos de Angoulême
- 2002: indicada para o Dialogue Award no Festival Internacional de Quadrinhos de Angoulême